# Fagopyrum densivillosum
Fagopyrum densivillosum là một loài thực vật có hoa trong họ Rau răm. Loài này được J.L.Liu mô tả khoa học đầu tiên năm 2008.